# Parlement van Swaziland

Wapen van Eswatini

Het Parlement van Swaziland (Swazi: Libandla; Engels: Parliament of Eswatini) bestaat uit twee Kamers:
- Huis van Samenkomst (House of Assembly) - lagerhuis, 66 leden;
- Senaat (Senate) - hogerhuis, 30 leden.

De wetgevende macht is in Eswatini gevestigd in Lobamba; de uitvoerende macht zetelt in Mbabane.

## Ambtsbekleders
|                                        |                 |            |
| FUNCTIE                                | NAAM            | TERMIJN    |
|                                        |                 |            |
| Voorzitter van het Huis van Samenkomst | Jabulani Mabuza | 2023–heden |
| Voorzitter van de Senaat               | Lindiwe Dlamini | 2018–heden |